# Бывшие люди

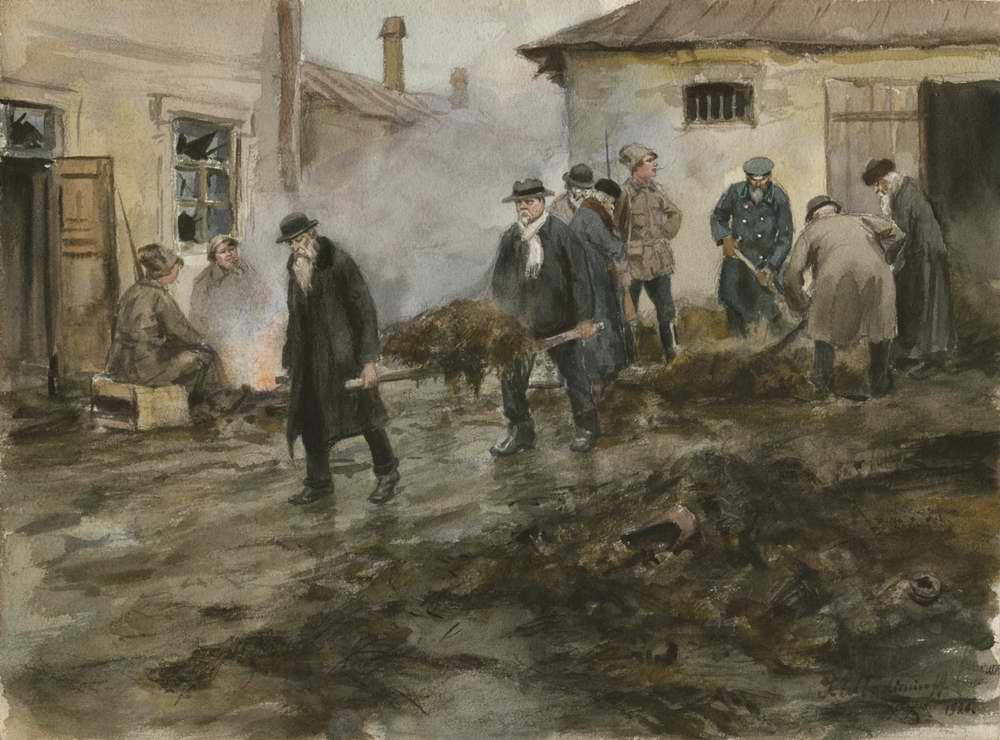
«Бывшие» на уборке навоза. Картина Ивана Владимирова

«Бывшие люди», или просто «бывшие», — люди, которые потеряли свой социальный статус после Октябрьской революции 1917 года: аристократия, офицеры царской армии, бюрократия, духовенство, купечество, зажиточное крестьянство (кулаки) и т. д. Кроме потери прежнего социального статуса они также часто попадали в категорию «лишенцев».

## История термина
Термин «бывшие» (фр. ci-devant) употреблялся во Франции в годы Великой французской революции по отношению к дворянам, титулы и привилегии которых были отменены, и которые отказывались признавать произошедшие политические, культурные и социальные изменения.
Выражение вошло в употребление в Российской империи после публикации в 1897 году рассказа Максима Горького «Бывшие люди», повествующего о людях, павших от благополучия в бездну страдания. Если тогда, в конце XIX века, для Горького «бывшие люди» были объектом жалости и сострадания, то с установлением советской власти «бывшие люди» в новом значении стали объектом преследований различных видов.

## Репрессии против «бывших» в СССР
По разным оценкам, в 1913 году в России насчитывалось от 22 до 35 миллионов относительно обеспеченных людей, как городского, так и сельского населения.
Во время волны репрессий после убийства С. М. Кирова НКВД СССР провело операцию «Бывшие люди», в ходе которой в марте 1935 года более 11 000 человек, подпадающих под эту категорию населения, были арестованы или депортированы из Ленинграда (чью партийную организацию возглавлял Киров и где он был убит), согласно директиве № 29 от 27 февраля 1935 года «о выселении контрреволюционного элемента из Ленинграда и пригородных районов в отдалённые районы страны». С 1 апреля 1935 года Управление НКВД расширило масштабы операции (приказ по Управлению НКВД от 28 марта 1935 года «Об очистке погранполосы Ленинградской области и АК СССР от кулацкого и антисоветского элемента»), в ходе которой было выселено 22 511 человек (5100 семей), среди них — 101 семья «бывших людей». Затем, до 15 июня 1935 года, по паспортным операциям было выслано свыше 8000 человек за пределы города и погранзоны.
В разгар Большого террора советская власть, проводя «очистку» страны от «бывших людей», в самом широком значении этого термина, то есть от всех категорий «традиционных» врагов советской власти (в терминологии НКВД — лиц с «компрометирующим социальным и политическим прошлым»): от «недобитых» кулаков, бывших помещиков, царских чиновников, белых офицеров, «церковников», эсеров, меньшевиков и т. д., а также от уголовников-рецидивистов. Массовыми арестами и расстрелами НКВД должен был ликвидировать «повстанческую базу» в СССР на случай войны.
Приказ НКВД СССР № 001223 от 11 октября 1939 года устанавливал бюрократические процедуры для отслеживания «антисоветского и социально-чуждого элемента», определял в категорию «бывших людей» следующим образом: «бывшая царская и белогвардейская администрация, бывшие дворяне, помещики, купцы, торговцы, применяющие наёмный труд, владельцы предприятий и другие».

## В культуре
- Стихотворение «Кладбище под Парижем» Роберта Рождественского[7]:

Малая це́рковка. Свечи оплывшие.

Камень дождями изрыт добела.

Здесь похоронены бывшие, бывшие.

Кладбище Сент-Женевьев-де-Буа.